# ماهی‌های تیرانداز
ماهی‌های تیرانداز (نام علمی: Macroramphosus)، (به انگلیسی: snipefishes یا bellowfishes)، سرده‌ای از ماهیان است که در اقیانوس‌های گرمسیری و نیمه‌گرمسیری در اعماق تا ۶۰۰ متر (۲٬۰۰۰ فوت) یافت می‌شود. به گفته پایگاه داده ماهی، آنها بخشی از خانوادۀ میگوماهیان هستند، اما نلسون (2016) آن خانواده را تقسیم کرد، در این صورت سردۀ Macroramphosus در خانواده Macroramphosidae قرار دارد.  آنها خارهای دوم بلندی روی باله‌های پشتی خود دارند و دهان ریز و در نوک پوزه بسیار کشیده دارند. بدن ماهی‌های تیرانداز نسبت به ماهی‌های bellowfish ساده‌تر است. حداکثر طول آن‌ها به حدود ۲۰ سانتیمتر (۷٫۹ اینچ) می‌رسد ، و به رنگ نقره‌ای یا قرمز هستند. آن‌ها گاهی در توده بزرگ یافت می‌شوند. این تنها سرده از خانواده تک‌نماد Macroranphosidae  است، اما برخی از مقامات سردۀ Centriscops و Notopogon را نیز در این خانواده می‌دانند. 

## گونه‌ها
در حال حاضر، دو گونه شناخته‌شده در این سرده قرار می‌گیرند: 
- Macroramphosus gracilis ( RT Lowe, 1839) (ماهی تیرانداز باریک)
- Macroramphosus scolopax ( Linnaeus ، 1758) (ماهی تیرانداز خاربلند)